# Munich Cowboys
I Munich Cowboys sono una squadra di football americano di Monaco di Baviera, in Germania; fondati nel 1979, hanno vinto 1 German Bowl e 2 Ladies Bowl.

## Dettaglio stagioni

### Tornei nazionali

#### Campionato

##### Bundesliga/GFL
| Stagione | regular season | regular season | regular season | regular season | regular season | regular season | playoff | playoff | playoff | playoff | playoff | playoff          | playoff                |
|          | Vin            | Par            | Per            | Tot            | PF             | PS             | Vin     | Per     | Tot     | PF      | PS      | risultato        | avversaria             |
| -------- | -------------- | -------------- | -------------- | -------------- | -------------- | -------------- | ------- | ------- | ------- | ------- | ------- | ---------------- | ---------------------- |
| 1979     | 3              | 0              | 7              | 10             | 90             | 224            | -       | -       | -       | -       | -       | -                | -                      |
| 1980     | 4              | 0              | 4              | 8              | 61             | 136            | -       | -       | -       | -       | -       | -                | -                      |
| 1981     | 7              | 1              | 4              | 12             | 320            | 129            | -       | -       | -       | -       | -       | -                | -                      |
| 1982     | 5              | 0              | 7              | 12             | 180            | 229            | 0       | 1       | 1       | 21      | 38      | Quarti di finale | Cologne Crocodiles     |
| 1983     | 7              | 0              | 3              | 10             | 318            | 159            | 0       | 1       | 1       | 24      | 34      | Quarti di finale | Red Barons Cologne     |
| 1984     | 10             | 0              | 4              | 14             | 317            | 182            | 0       | 1       | 1       | 7       | 27      | Quarti di finale | Berlin Adler           |
| 1985     | 6              | 1              | 7              | 14             | 187            | 159            | 0       | 1       | 1       | 0       | 40      | Quarti di finale | Düsseldorf Panther     |
| 1986     | 5              | 0              | 5              | 10             | 251            | 173            | -       | -       | -       | -       | -       | -                | -                      |
| 1987     | 1              | 0              | 7              | 8              | 94             | 210            | -       | -       | -       | -       | -       | -                | -                      |
| 1988     | 3              | 0              | 7              | 10             | 104            | 168            | 2       | 0       | 2       | 72      | 34      | Non retrocessi   | Mannheim Redskins      |
| 1989     | 8              | 1              | 3              | 12             | 269            | 149            | 0       | 1       | 1       | 0       | 14      | Ottavi di finale | Bad Homburg Falken     |
| 1990     | 9              | 0              | 3              | 12             | 352            | 231            | 0       | 1       | 1       | 17      | 41      | Quarti di finale | Cologne Crocodiles     |
| 1991     | 10             | 0              | 4              | 14             | 401            | 197            | 1       | 1       | 2       | 36      | 63      | Semifinale       | Berlin Adler           |
| 1992     | 14             | 0              | 0              | 14             | 540            | 160            | 2       | 1       | 3       | 105     | 46      | German Bowl      | Düsseldorf Panther     |
| 1993     | 13             | 1              | 0              | 14             | 479            | 90             | 3       | 0       | 3       | 121     | 53      | Campioni         | Cologne Crocodiles     |
| 1994     | 11             | 0              | 3              | 14             | 397            | 124            | 1       | 1       | 2       | 35      | 34      | Quarti di finale | Düsseldorf Panther     |
| 1995     | 6              | 0              | 6              | 12             | 250            | 181            | 0       | 1       | 1       | 7       | 10      | Quarti di finale | Berlin Adler           |
| 1996     | 2              | 1              | 6              | 9              | 145            | 270            | 0       | 1       | 1       | 0       | 73      | Quarti di finale | Düsseldorf Panther     |
| 1997     | 7              | 0              | 3              | 10             | 322            | 311            | 0       | 2       | 2       | 22      | 103     | Quarti di finale | Braunschweig Lions     |
| 1998     | 4              | 0              | 8              | 12             | 187            | 297            | 0       | 1       | 1       | 0       | 49      | Quarti di finale | Braunschweig Lions     |
| 1999     | 8              | 0              | 4              | 12             | 392            | 256            | 0       | 1       | 1       | 35      | 41      | Quarti di finale | Kiel Baltic Hurricanes |
| 2000     | 12             | 0              | 0              | 12             | 510            | 175            | 1       | 1       | 2       | 60      | 21      | Semifinale       | Braunschweig Lions     |
| 2001     | 12             | 0              | 0              | 12             | 508            | 232            | 1       | 1       | 2       | 35      | 31      | Semifinale       | Braunschweig Lions     |
| 2002     | 0              | 1              | 11             | 12             | 238            | 507            | 0       | 2       | 2       | 35      | 70      | Retrocessi       | Marburg Mercenaries    |
| 2005     | 1              | 0              | 9              | 10             | 87             | 321            | -       | -       | -       | -       | -       | -                | -                      |
| 2006     | 1              | 1              | 10             | 12             | 154            | 476            | 0       | 2       | 2       | 14      | 47      | Retrocessi       | Weinheim Longhorns     |
| 2008     | 7              | 0              | 5              | 12             | 224            | 164            | 0       | 1       | 1       | 10      | 32      | Quarti di finale | Braunschweig Lions     |
| 2009     | 2              | 0              | 10             | 12             | 151            | 261            | 2       | 0       | 2       | 47      | 31      | Non retrocessi   | Franken Knights        |
| 2010     | 3              | 0              | 9              | 12             | 174            | 411            | -       | -       | -       | -       | -       | -                | -                      |
| 2011     | 7              | 0              | 7              | 14             | 256            | 277            | 0       | 1       | 1       | 6       | 45      | Quarti di finale | Kiel Baltic Hurricanes |
| 2012     | 2              | 1              | 11             | 14             | 297            | 473            | 2       | 0       | 2       | 92      | 59      | Non retrocessi   | Allgäu Comets          |
| 2013     | 9              | 1              | 4              | 14             | 380            | 275            | 0       | 1       | 1       | 14      | 59      | Quarti di finale | Dresden Monarchs       |
| 2014     | 8              | 0              | 6              | 14             | 454            | 453            | 0       | 1       | 1       | 28      | 69      | Quarti di finale | New Yorker Lions       |
| 2015     | 7              | 0              | 7              | 14             | 312            | 380            | -       | -       | -       | -       | -       | -                | -                      |
| 2016     | 5              | 0              | 9              | 14             | 335            | 560            | -       | -       | -       | -       | -       | -                | -                      |
| 2017     | 3              | 0              | 11             | 14             | 278            | 489            | -       | -       | -       | -       | -       | -                | -                      |
| 2018     | 6              | 0              | 8              | 14             | 290            | 373            | 0       | 1       | 1       | 14      | 59      | Quarti di finale | New Yorker Lions       |
| 2019     | 3              | 1              | 10             | 14             | 276            | 513            | -       | -       | -       | -       | -       | -                | -                      |
| 2021     | 6              | 0              | 4              | 10             | 289            | 118            | 0       | 1       | 1       | 23      | 36      | Quarti di finale | Potsdam Royals         |
| 2022     | 8              | 1              | 1              | 10             | 303            | 176            | 0       | 1       | 1       | 31      | 34      | Quarti di finale | Cologne Crocodiles     |
| Totale   | 245            | 11             | 227            | 483            | 10852          | 10559          | 16      | 28      | 44      | 911     | 1293    |                  |                        |

Fonti: Enciclopedia del Football - A cura di Roberto Mezzetti

##### Damenbundesliga
| Stagione | regular season | regular season | regular season | regular season | regular season | regular season | playoff | playoff | playoff | playoff | playoff | playoff     | playoff             |
|          | Vin            | Par            | Per            | Tot            | PF             | PS             | Vin     | Per     | Tot     | PF      | PS      | risultato   | avversaria          |
| -------- | -------------- | -------------- | -------------- | -------------- | -------------- | -------------- | ------- | ------- | ------- | ------- | ------- | ----------- | ------------------- |
| 1996     | ?              | ?              | ?              | ?              | ?              | ?              | ?       | ?       | ?       | ?       | ?       | ?           | ?                   |
| 1997     | ?              | ?              | ?              | ?              | ?              | ?              | ?       | ?       | ?       | ?       | ?       | ?           | ?                   |
| 1998     | ?              | ?              | ?              | ?              | ?              | ?              | ?       | ?       | ?       | ?       | ?       | ?           | ?                   |
| 1999     | ?              | ?              | ?              | ?              | ?              | ?              | ?       | ?       | ?       | ?       | ?       | ?           | ?                   |
| 2000     | ?              | ?              | ?              | ?              | ?              | ?              | ?       | ?       | ?       | ?       | ?       | ?           | ?                   |
| 2001     | 7              | 0              | 1              | 8              | 183            | 27             | 1       | 1       | 2       | 16      | 35      | Ladies Bowl | Berlin Adler Girls  |
| 2002     | 8              | 0              | 0              | 8              | 300            | 13             | 1       | 1       | 2       | 42      | 41      | Ladies Bowl | Berlin Adler Girls  |
| 2003     | 3              | 0              | 1              | 4              | 90             | 33             | 1       | 1       | 2       | 38      | 49      | Ladies Bowl | Berlin Adler Girls  |
| 2004     | 2              | 0              | 2              | 4              | 113            | 61             | 0       | 1       | 1       | 6       | 25      | Semifinale  | Hamburg Amazons     |
| 2005     | 5              | 0              | 0              | 5              | 125            | 14             | 2       | 0       | 2       | 62      | 9       | Campionesse | Hamburg Amazons     |
| 2006     | 6              | 0              | 2              | 8              | 282            | 50             | 3       | 0       | 3       | 94      | 20      | Campionesse | Berlin Kobra Ladies |
| 2007     | 4              | 0              | 6              | 10             | 108            | 106            | -       | -       | -       | -       | -       | -           | -                   |
| 2008     | 2              | 0              | 4              | 6              | 58             | 106            | -       | -       | -       | -       | -       | -           | -                   |
| 2009     | 3              | 0              | 3              | 6              | 75             | 144            | -       | -       | -       | -       | -       | -           | -                   |
| 2010     | 2              | 0              | 4              | 6              | 78             | 107            | -       | -       | -       | -       | -       | -           | -                   |
| 2011     | 0              | 0              | 4              | 4              | 74             | 140            | 1       | 1       | 2       | 20      | 27      | Semifinale  | Düsseldorf Blades   |
| 2012     | 2              | 1              | 5              | 8              | 129            | 138            | -       | -       | -       | -       | -       | -           | -                   |
| 2013     | 5              | 0              | 1              | 6              | 187            | 98             | 0       | 1       | 1       | 20      | 24      | Semifinale  | Berlin Kobra Ladies |
| 2014     | 3              | 0              | 1              | 4              | 77             | 44             | 0       | 1       | 1       | 0       | 38      | Semifinale  | Berlin Kobra Ladies |
| 2015     | 0              | 0              | 6              | 6              | 15             | 172            | -       | -       | -       | -       | -       | -           | -                   |
| 2016     | 2              | 0              | 4              | 6              | 63             | 85             | -       | -       | -       | -       | -       | -           | -                   |
| 2017     | 5              | 0              | 0              | 5              | 217            | 18             | 0       | 1       | 1       | 6       | 18      | Semifinale  | Berlin Kobra Ladies |
| 2018     | 5              | 0              | 1              | 6              | 113            | 31             | 1       | 1       | 2       | 22      | 34      | Ladies Bowl | Berlin Kobra Ladies |
| 2019     | 2              | 1              | 3              | 6              | 82             | 114            | -       | -       | -       | -       | -       | -           | -                   |
| Totale   | 66+?           | 2+?            | 48+?           | 116+?          | 2369+?         | 1501+?         | 10+?    | 9+?     | 19+?    | 326+?   | 320+?   |             |                     |

Fonti: Enciclopedia del Football - A cura di Roberto Mezzetti

##### 2. Bundesliga/GFL2
| Stagione | regular season | regular season | regular season | regular season | regular season | regular season | playoff | playoff | playoff | playoff | playoff | playoff   | playoff             |
|          | Vin            | Par            | Per            | Tot            | PF             | PS             | Vin     | Per     | Tot     | PF      | PS      | risultato | avversaria          |
| -------- | -------------- | -------------- | -------------- | -------------- | -------------- | -------------- | ------- | ------- | ------- | ------- | ------- | --------- | ------------------- |
| 2004     | 10             | 0              | 2              | 12             | 387            | 131            | -       | -       | -       | -       | -       | -         | -                   |
| 2007     | 13             | 1              | 0              | 14             | 379            | 166            | 2       | 0       | 2       | 73      | 9       | Promossi  | Saarland Hurricanes |
| Totale   | 23             | 1              | 2              | 26             | 766            | 297            | 2       | 0       | 2       | 73      | 9       |           |                     |

Fonti: Enciclopedia del Football - A cura di Roberto Mezzetti

##### Regionalliga
| Stagione | regular season | regular season | regular season | regular season | regular season | regular season | playoff | playoff | playoff | playoff | playoff | playoff    | playoff           |
|          | Vin            | Par            | Per            | Tot            | PF             | PS             | Vin     | Per     | Tot     | PF      | PS      | risultato  | avversaria        |
| -------- | -------------- | -------------- | -------------- | -------------- | -------------- | -------------- | ------- | ------- | ------- | ------- | ------- | ---------- | ----------------- |
| 1986     | 1              | 0              | 5              | 6              | 50             | 292            | -       | -       | -       | -       | -       | -          | -                 |
| 1987     | 6              | 1              | 1              | 8              | 198            | 80             | -       | -       | -       | -       | -       | -          | -                 |
| 2003     | 10             | 0              | 2              | 12             | 431            | 131            | 1       | 0       | 1       | 42      | 0       | Promossi   | Danube Hammers    |
| 2019     | 6              | 0              | 4              | 10             | 351            | 331            | 0       | 1       | 1       | 6       | 86      | Semifinale | Fursty Razorbacks |
| Totale   | 23             | 1              | 12             | 36             | 1030           | 834            | 1       | 1       | 2       | 48      | 86      |            |                   |

Fonti: Enciclopedia del Football - A cura di Roberto Mezzetti

##### Bayernliga
| Stagione | regular season | regular season | regular season | regular season | regular season | regular season | playoff | playoff | playoff | playoff | playoff | playoff   | playoff          |
|          | Vin            | Par            | Per            | Tot            | PF             | PS             | Vin     | Per     | Tot     | PF      | PS      | risultato | avversaria       |
| -------- | -------------- | -------------- | -------------- | -------------- | -------------- | -------------- | ------- | ------- | ------- | ------- | ------- | --------- | ---------------- |
| 2018     | 10             | 0              | 0              | 10             | 448            | 148            | 2       | 0       | 2       | 73      | 32      | Campioni  | Augsburg Raptors |
| Totale   | 10             | 0              | 0              | 10             | 448            | 148            | 2       | 0       | 2       | 73      | 32      |           |                  |

Fonti: Enciclopedia del Football - A cura di Roberto Mezzetti

##### Landesliga
| Stagione | regular season | regular season | regular season | regular season | regular season | regular season | playoff | playoff | playoff | playoff | playoff | playoff   | playoff      |
|          | Vin            | Par            | Per            | Tot            | PF             | PS             | Vin     | Per     | Tot     | PF      | PS      | risultato | avversaria   |
| -------- | -------------- | -------------- | -------------- | -------------- | -------------- | -------------- | ------- | ------- | ------- | ------- | ------- | --------- | ------------ |
| 2016     | 2              | 0              | 6              | 8              | 102            | 226            | -       | -       | -       | -       | -       | -         | -            |
| 2017     | 6              | 0              | 2              | 8              | 338            | 125            | 2       | 0       | 2       | 60      | 46      | Campioni  | Erding Bulls |
| Totale   | 8              | 0              | 8              | 16             | 440            | 351            | 2       | 0       | 2       | 60      | 46      |           |              |

Fonti: Enciclopedia del Football - A cura di Roberto Mezzetti

##### Aufbauliga
| Stagione | regular season | regular season | regular season | regular season | regular season | regular season | playoff | playoff | playoff | playoff | playoff | playoff   | playoff    |
|          | Vin            | Par            | Per            | Tot            | PF             | PS             | Vin     | Per     | Tot     | PF      | PS      | risultato | avversaria |
| -------- | -------------- | -------------- | -------------- | -------------- | -------------- | -------------- | ------- | ------- | ------- | ------- | ------- | --------- | ---------- |
| 2014     | 3              | 0              | 3              | 6              | 94             | 71             | -       | -       | -       | -       | -       | -         | -          |
| 2015     | 8              | 0              | 2              | 10             | 222            | 73             | -       | -       | -       | -       | -       | -         | -          |
| Totale   | 11             | 0              | 5              | 16             | 314            | 144            | -       | -       | -       | -       | -       |           |            |

Fonti: Enciclopedia del Football - A cura di Roberto Mezzetti

### Tornei internazionali

#### European Football League (1986-2013)
| Stagione | regular season | regular season | regular season | regular season | regular season | regular season | playoff | playoff | playoff | playoff | playoff | playoff    | playoff       |
|          | Vin            | Par            | Per            | Tot            | PF             | PS             | Vin     | Per     | Tot     | PF      | PS      | risultato  | avversaria    |
| -------- | -------------- | -------------- | -------------- | -------------- | -------------- | -------------- | ------- | ------- | ------- | ------- | ------- | ---------- | ------------- |
| 1994     | -              | -              | -              | -              | -              | -              | 1       | 1       | 2       | 53      | 41      | Semifinale | Lions Bergamo |
| Totale   | -              | -              | -              | -              | -              | -              | 1       | 1       | 2       | 53      | 41      |            |               |

Fonti: Enciclopedia del Football - A cura di Roberto Mezzetti

#### FED Cup
| Stagione | regular season | regular season | regular season | regular season | regular season | regular season | playoff | playoff | playoff | playoff | playoff | playoff    | playoff         |
|          | Vin            | Par            | Per            | Tot            | PF             | PS             | Vin     | Per     | Tot     | PF      | PS      | risultato  | avversaria      |
| -------- | -------------- | -------------- | -------------- | -------------- | -------------- | -------------- | ------- | ------- | ------- | ------- | ------- | ---------- | --------------- |
| 1997     | -              | -              | -              | -              | -              | -              | 0       | 1       | 1       | 0       | 23      | Semifinale | Gladiatori Roma |
| Totale   | -              | -              | -              | -              | -              | -              | 0       | 1       | 1       | 0       | 23      |            |                 |

Fonti: Enciclopedia del Football - A cura di Roberto Mezzetti

### Riepilogo fasi finali disputate
| Anno              | Luogo             | Evento  | Fase del torneo  | Incontro                                    | Risultato |
| 1997              | Monaco di Baviera | FED Cup | Semifinale       | Munich Cowboys - Gladiatori Roma            | 20 - 23   |
| 9 settembre 2017  |                   | DBL     | Semifinale       | Munich Cowboys Ladies - Berlin Kobra Ladies | 6 - 18    |
| 22 settembre 2018 | Braunschweig      | GFL     | Quarti di finale | New Yorker Lions - Munich Cowboys           | 59 - 14   |
| 23 settembre 2018 | Erding            | DBL     | Ladies Bowl      | Berlin Kobra Ladies - Munich Cowboys Ladies | 26 - 6    |
| 19 settembre 2021 | Potsdam           | GFL     | Quarti di finale | Potsdam Royals - Munich Cowboys             | 36 - 23   |
| 10 settembre 2022 | Monaco di Baviera | GFL     | Quarti di finale | Munich Cowboys - Cologne Crocodiles         | 31 - 34   |

## Palmarès
- 1 German Bowl (1993)
- 2 Ladies Bowl (2005, 2006)